# Summer Make Good
Summer Make Good è un album del gruppo musicale islandese múm. È stato pubblicato dalla Fat Cat nel 2004.

## Tracce
1. Hú Hviss - A Ship – 1:27
2. Weeping Rock, Rock – 6:18
3. Nightly Cares – 4:58
4. The Ghosts You Draw on My Back – 4:14
5. Stir – 2:41
6. Sing Me Out the Window – 4:42
7. The Island of Children's Children – 5:16
8. Away – 1:28
9. Oh, How the Boat Drifts – 5:11
10. Small Deaths Are the Saddest – 1:30
11. Will the Summer Make Good for All of Our Sins? – 4:02
12. Abandoned Ship Bells – 5:03

## Limited Presentation Edition
Il 28 giugno 2004, un'edizione limitata dell'album denominata "Limited Presentation Edition" è stata pubblicata: comprendeva un libretto a copertina rigida con dentro l'artwork, con il cd allocato nel retro di copertina.